# 07th Expansion
07th Expansion（セブンス エクスパンション）是同人遊戲組織。
活動初期是製作Leaf Fight的原創卡片為主，其後因為制作電子小說《暮蟬悲鳴時》系列而成名。
組織初期以龍騎士07、八咫櫻二人兄弟為中心，原創卡片時代加入的BT等其他組織成員便成為他們的後援成員。此外，經理等是由兩兄弟的雙親擔任。孩提時代不容許買遊戲的討厭感覺成為製作遊戲的契機。2005年在NHK總合的にっぽんの現場出演。

## 遊戲作品
- 暮蟬悲鳴時系列
  - 暮蟬悲鳴時（ひぐらしのなく頃に）（出題篇）
    - 鬼隱篇（鬼隠し編，2002年夏） 初次銷量約50份
    - 綿流篇（綿流し編，2002年冬） 初次銷量約100份
    - 祟殺篇（祟殺し編，2003年夏） 初次銷量約200份
    - 暇潰篇（暇潰し編，2004年夏） 初次銷量約1500份

  - 暮蟬悲鳴時 解（ひぐらしのなく頃に解）（解答篇）
    - 目明篇（目明し編，2004年冬）
    - 罪滅篇（罪滅し編，2005年夏）
    - 皆殺篇（皆殺し編，2005年冬）
    - 祭囃篇（祭囃し編，2006年夏）

  - 暮蟬悲鳴時禮（ひぐらしのなく頃に礼）（Fan Disc）
    - 賽殺篇、昼壞篇、罰戀篇（賽殺し編、昼壊し編、罰恋し編，2006年冬）
- 海貓悲鳴時系列
  - 海貓悲鳴時（うみねこのなく頃に）（出題篇）
    - Episode1 - Legend of the golden witch （2007年夏）
    - Episode2 - Turn of the golden witch （2007年冬）
    - Episode3 - Banquet of the golden witch （2008年夏）
    - Episode4 - Alliance of the golden witch （2008年冬）

  - 海貓悲鳴時 散（うみねこのなく頃に散）（展開篇）
    - Episode5 - End of the golden witch（2009年夏）
    - Episode6 - Dawn of the golden witch（2009年冬）
    - Episode7 - Requiem of the golden witch（2010年夏）
    - Episode8 - Twilight of the golden witch（2010年冬）

  - 海貓悲鳴時 翼（Fan Disc，2010年冬）
  - 海貓悲鳴時 羽（Fan Disc，2011年冬）
  - 黄金夢想曲（格鬥遊戲，CM 2010年冬）
  - 黄金夢想曲†CROSS（格鬥遊戲，CM 2011年冬）
- 彼岸花綻放之夜系列（彼岸花の咲く夜に）
  - 彼岸花綻放之夜 第一夜 （CM 2011年夏）
  - 彼岸花綻放之夜 第二夜 （CM 2011年冬）
- Rose Guns Days系列
  - Rose Guns Days Season 1 （CM 2012年夏）
  - Rose Guns Days Season 2 （CM 2012年冬）
  - Rose Guns Days Season 3 （CM 2013年夏）
  - Rose Guns Days Last Season （CM 2013年冬）
- 白鸛悲鳴時系列 
  - Phase 1：代わりのいる君たちへ（2019年秋）

## 主要成員
- 龙骑士07（劇本・原画）
- 八咫樱龙骑士07之弟

## 過往成員
- BT（網站管理營運）
  - 在2009年10月22日的製作日記中表明了BT在7月10日因病逝世。[1]

## 腳註
1. ↑  .   [2009年10月24日]. （原始内容存档于2010年7月31日）.

## 外部連結
- 07th Expansion 官方網站（页面存档备份，存于）